# Jetpack

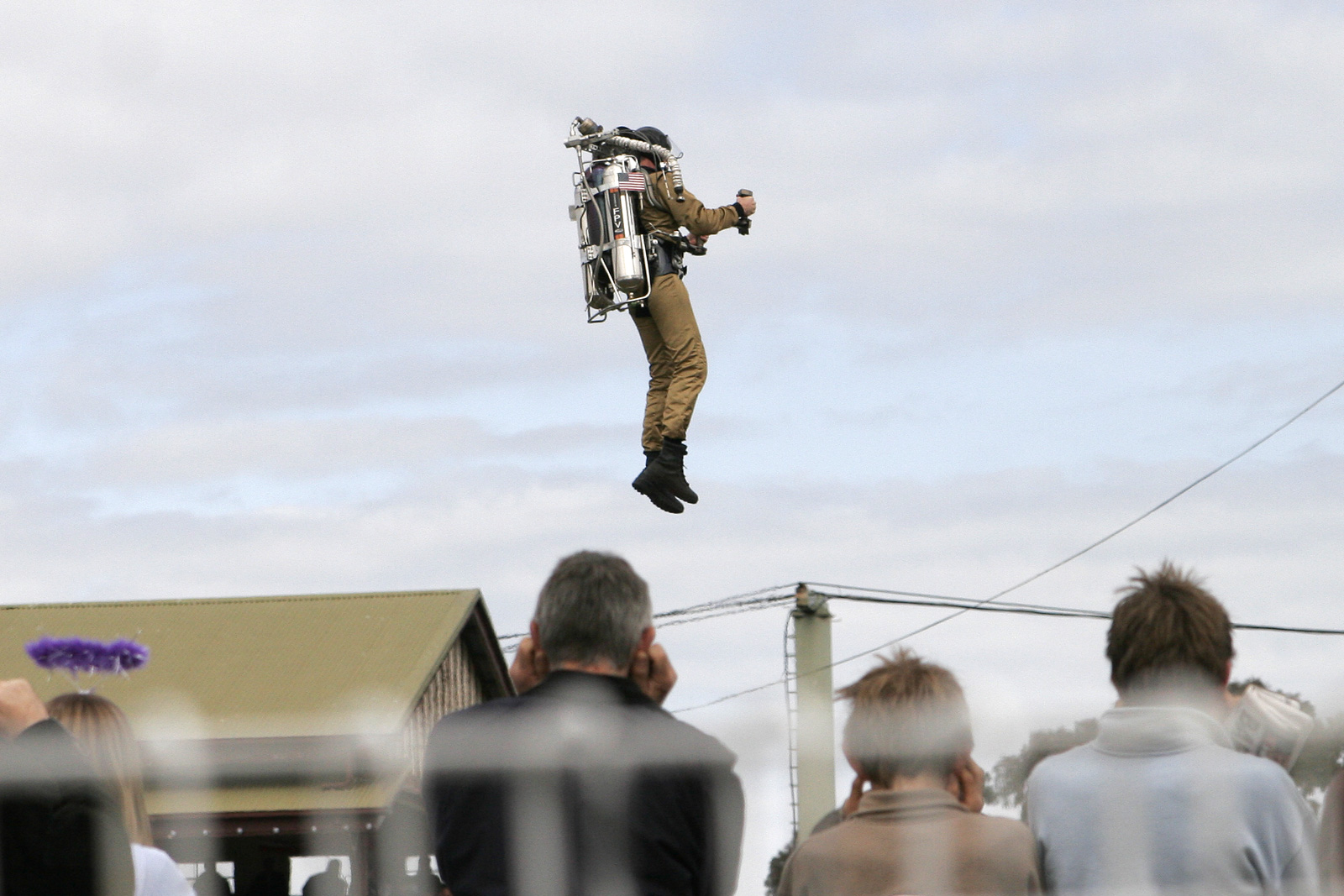
Demonstratie van een jetpack in Melbourne, 2005

Hydro jetpack gedragen bij het flyboarden

Een jetpack (vaak raketrugzak) is een apparaat dat gedragen wordt op de rug, en voorzien is van reactiemotoren (raketmotoren) die een straal gas (Engels: jet) uitstoten. Dit kan gas zijn dat door een chemische reactie ontstaat, zoals bij een chemische raket, maar het kan ook gas zijn uit een fles die onder druk staat.

## Gebruik op Aarde
Bij gebruik op Aarde stelt een jetpack de drager in staat om te vliegen. De stralen zijn vooral naar beneden gericht, om de zwaartekracht te compenseren. De raketmotoren gebruiken veel brandstof zodat de maximale vluchtduur beperkt is, in het begin van de ontwikkeling zo'n 20 seconden. Ook een nadeel is dat er geen veiligheidsmechanisme aanwezig is: als de brandstof op is, valt de vlieger naar beneden. De piloot moet dus landen voor het zover is. Een onverwachte storing kan dan ook dodelijk zijn. Behalve voor demonstratievluchten worden jetpacks in de praktijk dan ook niet gebruikt.
In veel boeken en films uit de 20e eeuw, vooral in het sciencefictiongenre, worden jetpacks wel gebruikt. Een jetpack wordt door James Bond gedragen in de film Thunderball om aan vijanden te ontsnappen, en door Kick-Ass in de gelijknamige film om vijanden op een hoge etage van een kantoor van buiten af aan te vallen. Een derde voorbeeld komt uit een fictieve spelwereld. De bestuurbare hoofdpersoon Carl Johnson gebruikt een jetpack in het computerspel Grand Theft Auto: San Andreas. De speler steelt deze jetpack in een militaire basis, waar het apparaat onder strenge bewaking en in het grootste geheim ontwikkeld werd.
Op 4 augustus 2019 slaagde Franky Zapata er in om met een variant van een jetpack, een flying board waar je op staat, Het Kanaal tussen de Franse kustplaats Sangatte en St. Margaret's Bay in het Engelse graafschap Kent over te steken. Hij legde de tocht van 35 kilometer af in 20 minuten met een gemiddelde snelheid van 140 km/u. Hij gebruikte kerosine als brandstof en moest onderweg na 10 minuten bijtanken.
Bij hydro jetpacks wordt een waterstraal in plaats van gas gebruikt. Het onder druk staande water wordt aangevoerd door een slang vanaf een jetski of een drijvende volgmotor. Bij een flyboard wordt het water niet achter of naast het lichaam, maar onder de voeten naar beneden gestuwd.

## Gebruik in de ruimte

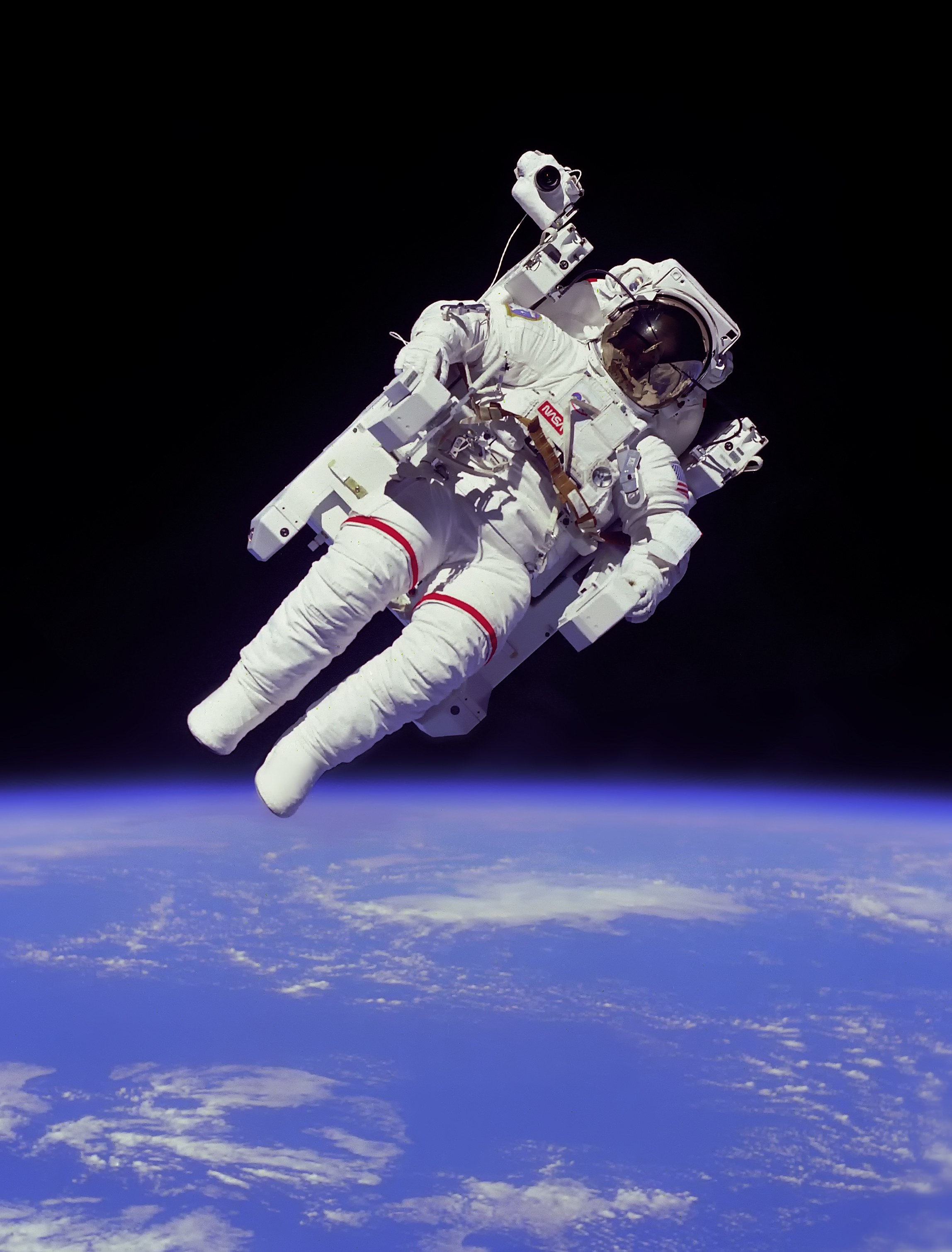
Manned Maneuvering Unit (MMU)

Bij gebruik in de ruimte spreekt men van een astronaut propulsion unit. Deze kan een versnelling tot stand brengen, en ook een hoekversnelling. Dit kan worden gebruikt om snelheid in de gewenste richting te geven of om rotatie te bewerkstelligen of te stoppen. Astronauten dragen op ruimtewandelingen bij het Internationaal ruimtestation ISS de Simplified Aid for EVA Rescue (SAFER), alleen voor gebruik in noodgevallen, dat wil zeggen als andere veiligheidsmaatregelen falen en de astronaut dreigt weg te zweven van het ruimtevaartuig. Het gas kan elke kant op gericht worden.
In het verleden was er de Manned Maneuvering Unit (MMU) die wel regulier gebruikt is. Ook is wel een handapparaat gebruikt. Een nadeel daarvan is dat het zo gehouden moet worden dat het verlengde van de straal door het zwaartepunt van de astronaut (inclusief pak) gaat, anders gaat hij roteren.